# 1. Fußball-Club Saarbrücken 2002-2003
Questa voce raccoglie le informazioni riguardanti il 1. Fußball-Club Saarbrücken nelle competizioni ufficiali della stagione 2002-2003.

## Stagione
Nella stagione 2002-2003 il Saarbrücken, allenato da Horst Ehrmantraut, concluse il campionato di Regionalliga sud al 6º posto. In Coppa di Germania il Saarbrücken fu eliminato al primo turno dal Waldhof Mannheim.

## Rosa
| N. |                                 | Ruolo | Calciatore           |
| -- | ------------------------------- | ----- | -------------------- |
| 1  | Germania (bandiera)             | P     | Erol Sabanov         |
| 2  | Germania (bandiera)             | D     | Oliver Schäfer       |
| 3  | Germania (bandiera)             | C     | Alessandro Caruso    |
| 4  | Germania (bandiera)             | C     | Claudio Marasa       |
| 5  | Germania (bandiera)             | D     | Christian Kritzer    |
| 6  | Germania (bandiera)             | C     | Alexander Rosen      |
| 7  | Ungheria (bandiera)             | A     | Tamás Koltai         |
| 8  | Germania (bandiera)             | C     | Torsten Lieberknecht |
| 9  | Camerun (bandiera)              | A     | Pierre Hallé         |
| 10 | Germania (bandiera)             | C     | Michael Oelkuch      |
| 11 | Canada (bandiera)               | C     | Tamandani Nsaliwa    |
| 12 | Germania (bandiera)             | P     | Peter Eich           |
| 13 | Bosnia ed Erzegovina (bandiera) | P     | Vahid Spago          |
| 14 | Giappone (bandiera)             | D     | Nobutaka Suzuki      |

| N. |                                 | Ruolo | Calciatore       |
| -- | ------------------------------- | ----- | ---------------- |
| 15 | Germania (bandiera)             | C     | Michael Öller    |
| 16 | Germania (bandiera)             | D     | Sören Holz       |
| 17 | Germania (bandiera)             | A     | Björn Tarillon   |
| 18 | Germania (bandiera)             | D     | Hilko Ristau     |
| 19 | Germania (bandiera)             | C     | Kosta Rodrigues  |
| 20 | Germania (bandiera)             | C     | Marco Laping     |
| 21 | Germania (bandiera)             | A     | Andreas Haas     |
| 22 | Bosnia ed Erzegovina (bandiera) | C     | Sanel Nuhic      |
| 23 | Germania (bandiera)             | A     | Yilmaz Örtülü    |
| 24 | Ucraina (bandiera)              | C     | Anatoli Mushinka |
| 26 | Germania (bandiera)             | A     | Thomas Esch      |
| 28 | Canada (bandiera)               | D     | Victor Oppong    |
| 29 | Nigeria (bandiera)              | D     | Adiele Echendu   |
| 40 | Germania (bandiera)             | C     | Nico Weißmann    |

## Organigramma societario
Area tecnica
- Allenatore: Horst Ehrmantraut
- Allenatore in seconda: Rainer Derber
- Preparatore dei portieri:
- Preparatori atletici:
- Analisi video:

## Calciomercato

### Sessione estiva
| Acquisti | Acquisti             | Acquisti               | Acquisti |
| R.       | Nome                 | da                     | Modalità |
| -------- | -------------------- | ---------------------- | -------- |
| C        | Nico Weißmann        | Wehen Wiesbaden        |          |
| C        | Alessandro Caruso    | Stoccarda              |          |
| D        | Sören Holz           | Magdeburgo             |          |
| D        | Christian Kritzer    | Kickers Stoccarda      |          |
| C        | Torsten Lieberknecht | Magonza                |          |
| C        | Sanel Nuhic          | Homburg                |          |
| C        | Michael Oelkuch      | Fortuna Colonia        |          |
| C        | Michael Öller        | VfR Mannheim           |          |
| A        | Yilmaz Örtülü        | Eintracht Francoforte  |          |
| D        | Hilko Ristau         | Bochum                 |          |
| C        | Kosta Rodrigues      | Eintracht Braunschweig |          |
| C        | Alexander Rosen      | Eintracht Francoforte  |          |
| P        | Erol Sabanov         | Aalen                  |          |
| D        | Oliver Schäfer       | Hannover 96            |          |
| P        | Vahid Spago          | Wormatia Worms         |          |

| Cessioni | Cessioni          | Cessioni               | Cessioni |
| R.       | Nome              | a                      | Modalità |
| -------- | ----------------- | ---------------------- | -------- |
| C        | Raymond Beerens   | MVV                    |          |
| D        | Stipe Brnas       | Inter Zaprešić         |          |
| C        | Giuseppe Catizone | Kickers Stoccarda      |          |
| A        | Sambo Choji       | Eintracht Braunschweig |          |
| C        | Ante Čović        | Hammarby               |          |
| C        | Julian de Guzmán  | Hannover 96            |          |
| D        | Leo Grozavu       | Ceahlăul               |          |
| C        | Karsten Hutwelker | Fiorentina             |          |
| A        | Daniel Kovačević  | NK Zagabria            |          |
| C        | Bernd Maier       | Ulma                   |          |
| D        | Márcio Giovanini  | Fortaleza              |          |
| C        | Stephen Musa      | RW Oberhausen          |          |
| D        | Rüdiger Rehm      | Reutlingen             |          |
| C        | Hannes Reinmayr   | Mattersburg            |          |
| D        | Marco Stark       | Wacker Burghausen      |          |
| D        | Christian Weber   | Greuther Fürth         |          |
| D        | Thomas Winklhofer | Salisburgo             |          |

### Sessione invernale
| Acquisti | Acquisti | Acquisti | Acquisti |
| R.       | Nome     | da       | Modalità |
| -------- | -------- | -------- | -------- |

| Cessioni | Cessioni       | Cessioni         | Cessioni |
| R.       | Nome           | a                | Modalità |
| -------- | -------------- | ---------------- | -------- |
| C        | Manfred Bender | SV Wilhelmshaven |          |

## Risultati

### Regionalliga

#### Girone di andata
| Arbitro: | Hofmann |

|                       |           |           |
| Hallé 37’ Oelkuch 73’ | Marcatori | 74’ Simon |

| Arbitro: | Brych |

|                        |           |                                           |
| Dworschak 44’ Falk 50’ | Marcatori | 16’ Hallé 65’ (rig.) Oelkuch 81’ Tarillon |

| Arbitro: | Stark |

|           |           |  |
| Hallé 66’ | Marcatori |  |

| Neunkirchen 10 agosto 2002, ore 14:30 CEST 4ª giornata | Borussia Neunkirchen | 0 – 0 referto | Saarbrücken | Ellenfeldstadion (12 000 spett.)\| Arbitro: \| Sippel \| |
| Arbitro:                                               | Sippel               |               |             |                                                          |

| Arbitro: | Pickel |

|             |           |                                        |
| Oelkuch 44’ | Marcatori | 22’ Ziegner 68’ Dzihic 72’ (rig.) Bach |

| Arbitro: | Lange |

|           |           |                                  |
| Delic 78’ | Marcatori | 11’ Hallé 56’ Örtülü 62’ Oelkuch |

| Arbitro: | Greth |

|             |           |                                                    |
| Oelkuch 69’ | Marcatori | 6’ (rig.), 86’ Barlecaj 37’ Backert 45’, 89’ Römer |

| Arbitro: | Kempter |

|                              |           |  |
| Coulibaly 40’, 45’ Abazi 70’ | Marcatori |  |

| 7 settembre 2002 9ª giornata |  | – turno di riposo |  |  |

| Saarbrücken 13 settembre 2002, ore 19:00 CEST 10ª giornata | Saarbrücken | 0 – 0 referto | Siegen | Ludwigsparkstadion (2 500 spett.)\| Arbitro: \| Maier \| |
| Arbitro:                                                   | Maier       |               |        |                                                          |

| Arbitro: | Bielmeier |

|  |           |                            |
|  | Marcatori | 42’ Rodrigues 74’ Tarillon |

| Arbitro: | Schiffner |

|                       |           |  |
| Oelkuch 35’ Hallé 39’ | Marcatori |  |

| Arbitro: | Trautmann |

|  |           |             |
|  | Marcatori | 90’ Schäfer |

| Arbitro: | Viktora |

|                                      |           |  |
| Oelkuch 28’ (rig.), 54’ Tarillon 90’ | Marcatori |  |

| Arbitro: | Walz |

|            |           |              |
| Djappa 82’ | Marcatori | 61’ Tarillon |

| Arbitro: | Weber |

|            |           |          |
| Ristau 63’ | Marcatori | 10’ Thee |

| Ratisbona 2 novembre 2002, ore 14:30 CET 17ª giornata | Jahn Ratisbona | 0 – 0 referto | Saarbrücken | Jahnstadion (7 500 spett.)\| Arbitro: \| Wagner \| |
| Arbitro:                                              | Wagner         |               |             |                                                    |

| Arbitro: | Schalk |

|          |           |  |
| Esch 86’ | Marcatori |  |

| Arbitro: | Kristek |

|  |           |           |
|  | Marcatori | 36’ Hallé |

#### Girone di ritorno
| Arbitro: | Stark |

|                    |           |  |
| Silva 7’ Uster 22’ | Marcatori |  |

| Arbitro: | Perl |

|                                  |           |           |
| Rosen 4’ Oelkuch 25’ (rig.), 75’ | Marcatori | 41’ Petry |

| Arbitro: | Vogler |

|                              |           |  |
| Theres 9’ (rig.), 54’ (rig.) | Marcatori |  |

| Arbitro: | Steinborn |

|            |           |             |
| Örtülü 52’ | Marcatori | 29’ Scholze |

| Erfurt 7 marzo 2003, ore 19:30 CET 24ª giornata | Rot-Weiß Erfurt | 0 – 0 referto | Saarbrücken | Steigerwaldstadion (8 215 spett.)\| Arbitro: \| Welz \| |
| Arbitro:                                        | Welz            |               |             |                                                         |

| Arbitro: | Kristek |

|                   |           |           |
| Örtülü 88’ (rig.) | Marcatori | 57’ Delic |

| Arbitro: | Schmidt |

|                          |           |                          |
| Römer 39’ Schnetzler 68’ | Marcatori | 25’ Rodrigues 85’ Örtülü |

| Arbitro: | Walz |

|           |           |                    |
| Örtülü 9’ | Marcatori | 35’ Reeb 51’ Abazi |

| 5 aprile 2003 28ª giornata |  | – turno di riposo |  |  |

| Arbitro: | Kircher |

|  |           |                         |
|  | Marcatori | 63’ Örtülü 86’ Tarillon |

| Arbitro: | Palilla |

|           |           |  |
| Hallé 29’ | Marcatori |  |

| Arbitro: | Hofmann |

|  |           |           |
|  | Marcatori | 62’ Hallé |

| Arbitro: | Brych |

|  |           |                         |
|  | Marcatori | 27’ Donato 56’ Mansfeld |

| Arbitro: | Iaccarino |

|              |           |          |
| Eckhardt 70’ | Marcatori | 83’ Esch |

| Arbitro: | Reuß |

|            |           |           |
| Laping 21’ | Marcatori | 17’ Leitl |

| Arbitro: | Schmidt |

|                    |           |                        |
| Bindnagel 37’, 43’ | Marcatori | 11’ Rosen 63’ Mushinka |

| Arbitro: | Dingert |

|                    |           |                             |
| Oelkuch 78’ (rig.) | Marcatori | 30’ Zani 68’ (rig.) Peschel |

| Arbitro: | Welz |

|           |           |  |
| Šimac 73’ | Marcatori |  |

| Arbitro: | Drees |

|                                      |           |                |
| Mushinka 36’ Laping 51’ Tarillon 70’ | Marcatori | 34’ Hasenhüttl |

### Coppa di Germania
| Arbitro: | Weber |

|                                     |                      |                                     |
| Hallé 5’                            | Marcatori            | 38’ Zinnow                          |
| Nsaliwa Rosen Örtülü Marasa Oelkuch | Tiri di rigore 3 – 4 | Kowalik Hoersen Kern Maksimov Licht |

## Statistiche

### Statistiche di squadra
| Competizione      | Punti | In casa | In casa | In casa | In casa | In casa | In casa | In trasferta | In trasferta | In trasferta | In trasferta | In trasferta | In trasferta | Totale | Totale | Totale | Totale | Totale | Totale | DR |
| Competizione      | Punti | G       | V       | N       | P       | Gf      | Gs      | G            | V            | N            | P            | Gf           | Gs           | G      | V      | N      | P      | Gf     | Gs     | DR |
| ----------------- | ----- | ------- | ------- | ------- | ------- | ------- | ------- | ------------ | ------------ | ------------ | ------------ | ------------ | ------------ | ------ | ------ | ------ | ------ | ------ | ------ | -- |
| Regionalliga sud  | 57    | 18      | 8       | 5       | 5       | 24      | 21      | 18           | 7            | 7            | 4            | 19           | 17           | 36     | 15     | 12     | 9      | 43     | 38     | +5 |
| Coppa di Germania | -     | 1       | 0       | 1       | 0       | 1       | 1       | 0            | 0            | 0            | 0            | 0            | 0            | 1      | 0      | 1      | 0      | 1      | 1      | 0  |
| Totale            | 57    | 19      | 8       | 6       | 5       | 25      | 22      | 18           | 7            | 7            | 4            | 19           | 17           | 37     | 15     | 13     | 9      | 44     | 39     | +5 |

### Andamento in campionato
| Giornata  | 1  | 2  | 3 | 4 | 5 | 6 | 7  | 8  | 9  | 10 | 11 | 12 | 13 | 14 | 15 | 16 | 17 | 18 | 19 | 20 | 21 | 22 | 23 | 24 | 25 | 26 | 27 | 28 | 29 | 30 | 31 | 32 | 33 | 34 | 35 | 36 | 37 | 38 |
| --------- | -- | -- | - | - | - | - | -- | -- | -- | -- | -- | -- | -- | -- | -- | -- | -- | -- | -- | -- | -- | -- | -- | -- | -- | -- | -- | -- | -- | -- | -- | -- | -- | -- | -- | -- | -- | -- |
| Luogo     | C  | T  | C | T | C | T | C  | T  |    | C  | T  | C  | T  | C  | T  | C  | T  | C  | T  | T  | C  | T  | C  | T  | C  | T  | C  |    | T  | C  | T  | C  | T  | C  | T  | C  | T  | C  |
| Risultato | V  | V  | V | N | P | V | P  | P  |    | N  | V  | V  | V  | V  | N  | N  | N  | V  | V  | P  | V  | P  | N  | N  | N  | N  | P  |    | V  | V  | V  | P  | N  | N  | N  | P  | P  | V  |
| Posizione | 18 | 11 | 2 | 4 | 8 | 5 | 11 | 11 | 13 | 16 | 10 | 8  | 5  | 3  | 3  | 4  | 5  | 4  | 4  | 4  | 3  | 3  | 5  | 4  | 5  | 5  | 7  | 9  | 6  | 4  | 4  | 6  | 5  | 5  | 6  | 6  | 6  | 6  |

Legenda:

Luogo: C = Casa; T = Trasferta. Risultato: V = Vittoria; N = Pareggio; P = Sconfitta.

### Statistiche dei giocatori
| Giocatore       | Regionalliga sud | Regionalliga sud | Regionalliga sud | Regionalliga sud | Coppa di Germania | Coppa di Germania | Coppa di Germania | Coppa di Germania | Totale   | Totale | Totale      | Totale     |
| Giocatore       | Presenze         | Reti             | Ammonizioni      | Espulsioni       | Presenze          | Reti              | Ammonizioni       | Espulsioni        | Presenze | Reti   | Ammonizioni | Espulsioni |
| --------------- | ---------------- | ---------------- | ---------------- | ---------------- | ----------------- | ----------------- | ----------------- | ----------------- | -------- | ------ | ----------- | ---------- |
| A. Caruso       | 31               | 0                | 8                | 0                | 1                 | 0                 | 0                 | 0                 | 32       | 0      | 8           | 0          |
| A. Echendu      | 17               | 0                | 0                | 0                | 0                 | 0                 | 0                 | 0                 | 17       | 0      | 0           | 0          |
| P. Eich         | 4                | 0                | 0                | 0                | 0                 | 0                 | 0                 | 0                 | 4        | 0      | 0           | 0          |
| T. Esch         | 13               | 2                | 1                | 0                | 0                 | 0                 | 0                 | 0                 | 13       | 2      | 1           | 0          |
| A. Haas         | 0                | 0                | 0                | 0                | 0                 | 0                 | 0                 | 0                 | 0        | 0      | 0           | 0          |
| P. Hallé        | 29               | 8                | 2                | 0                | 1                 | 1                 | 0                 | 0                 | 30       | 9      | 2           | 0          |
| S. Holz         | 19               | 0                | 3                | 0                | 1                 | 0                 | 0                 | 0                 | 20       | 0      | 3           | 0          |
| T. Koltai       | 16               | 0                | 1                | 1                | 1                 | 0                 | 0                 | 0                 | 17       | 0      | 1           | 1          |
| C. Kritzer      | 34               | 0                | 8                | 1                | 1                 | 0                 | 0                 | 0                 | 35       | 0      | 8           | 1          |
| M. Laping       | 19               | 2                | 6                | 1                | 0                 | 0                 | 0                 | 0                 | 19       | 2      | 6           | 1          |
| T. Lieberknecht | 7                | 0                | 0                | 0                | 1                 | 0                 | 1                 | 0                 | 8        | 0      | 1           | 0          |
| C. Marasa       | 10               | 0                | 0                | 1                | 1                 | 0                 | 0                 | 0                 | 11       | 0      | 0           | 1          |
| A. Mushinka     | 30               | 2                | 8                | 0                | 0                 | 0                 | 0                 | 0                 | 30       | 2      | 8           | 0          |
| T. Nsaliwa      | 31               | 0                | 5                | 0                | 1                 | 0                 | 0                 | 0                 | 32       | 0      | 5           | 0          |
| S. Nuhic        | 1                | 0                | 0                | 0                | 0                 | 0                 | 0                 | 0                 | 1        | 0      | 0           | 0          |
| M. Oelkuch      | 29               | 11               | 8                | 1                | 1                 | 0                 | 0                 | 0                 | 30       | 11     | 8           | 1          |
| V. Oppong       | 0                | 0                | 0                | 0                | 0                 | 0                 | 0                 | 0                 | 0        | 0      | 0           | 0          |
| H. Ristau       | 14               | 1                | 1                | 0                | 1                 | 0                 | 0                 | 0                 | 15       | 1      | 1           | 0          |
| K. Rodrigues    | 26               | 2                | 1                | 0                | 0                 | 0                 | 0                 | 0                 | 26       | 2      | 1           | 0          |
| A. Rosen        | 31               | 2                | 6                | 0                | 1                 | 0                 | 0                 | 0                 | 32       | 2      | 6           | 0          |
| E. Sabanov      | 33               | 0                | 2                | 1                | 1                 | 0                 | 0                 | 0                 | 34       | 0      | 2           | 1          |
| O. Schäfer      | 26               | 1                | 3                | 0                | 0                 | 0                 | 0                 | 0                 | 26       | 1      | 3           | 0          |
| V. Spago        | 0                | 0                | 0                | 0                | 0                 | 0                 | 0                 | 0                 | 0        | 0      | 0           | 0          |
| N. Suzuki       | 6                | 0                | 0                | 0                | 0                 | 0                 | 0                 | 0                 | 6        | 0      | 0           | 0          |
| B. Tarillon     | 27               | 6                | 1                | 0                | 1                 | 0                 | 0                 | 0                 | 28       | 6      | 1           | 0          |
| N. Weißmann     | 0                | 0                | 0                | 0                | 0                 | 0                 | 0                 | 0                 | 0        | 0      | 0           | 0          |
| M. Öller        | 10               | 0                | 0                | 0                | 0                 | 0                 | 0                 | 0                 | 10       | 0      | 0           | 0          |
| Y. Örtülü       | 28               | 6                | 3                | 0                | 1                 | 0                 | 0                 | 0                 | 29       | 6      | 3           | 0          |